# Theridion helophorum
Theridion helophorum är en spindelart som beskrevs av Tord Tamerlan Teodor Thorell 1895. Theridion helophorum ingår i släktet Theridion och familjen klotspindlar. Inga underarter finns listade i Catalogue of Life.